# Der Bürgermeister von Furnes
Der Bürgermeister von Furnes (französischer Originaltitel: Le Bourgmestre de Furnes) ist ein Roman des belgischen Schriftstellers Georges Simenon. Er wurde am 29. Dezember 1938 in Nieul-sur-Mer fertiggestellt und vom 1. Mai bis 1. Juli 1939 in der Literaturzeitschrift La Revue de Paris veröffentlicht. Im selben Jahr publizierte die Éditions Gallimard eine Buchausgabe des Romans. Die deutsche Übersetzung von Hanns Grössel erschien 1984 beim Diogenes Verlag und 35 Jahre später mit einem Nachwort von Martin Mosebach auch beim Kampa Verlag.
Der Bürgermeister der belgischen Kleinstadt Furnes ist wegen seiner Härte und Unnahbarkeit beruflich und privat gleichermaßen gefürchtet. Die Hartherzigkeit gegenüber einem seiner Arbeiter wird zum Ausgangspunkt eines Skandals, der zuerst die Stadt erschüttert und danach das Leben ihres Bürgermeisters.

## Inhalt

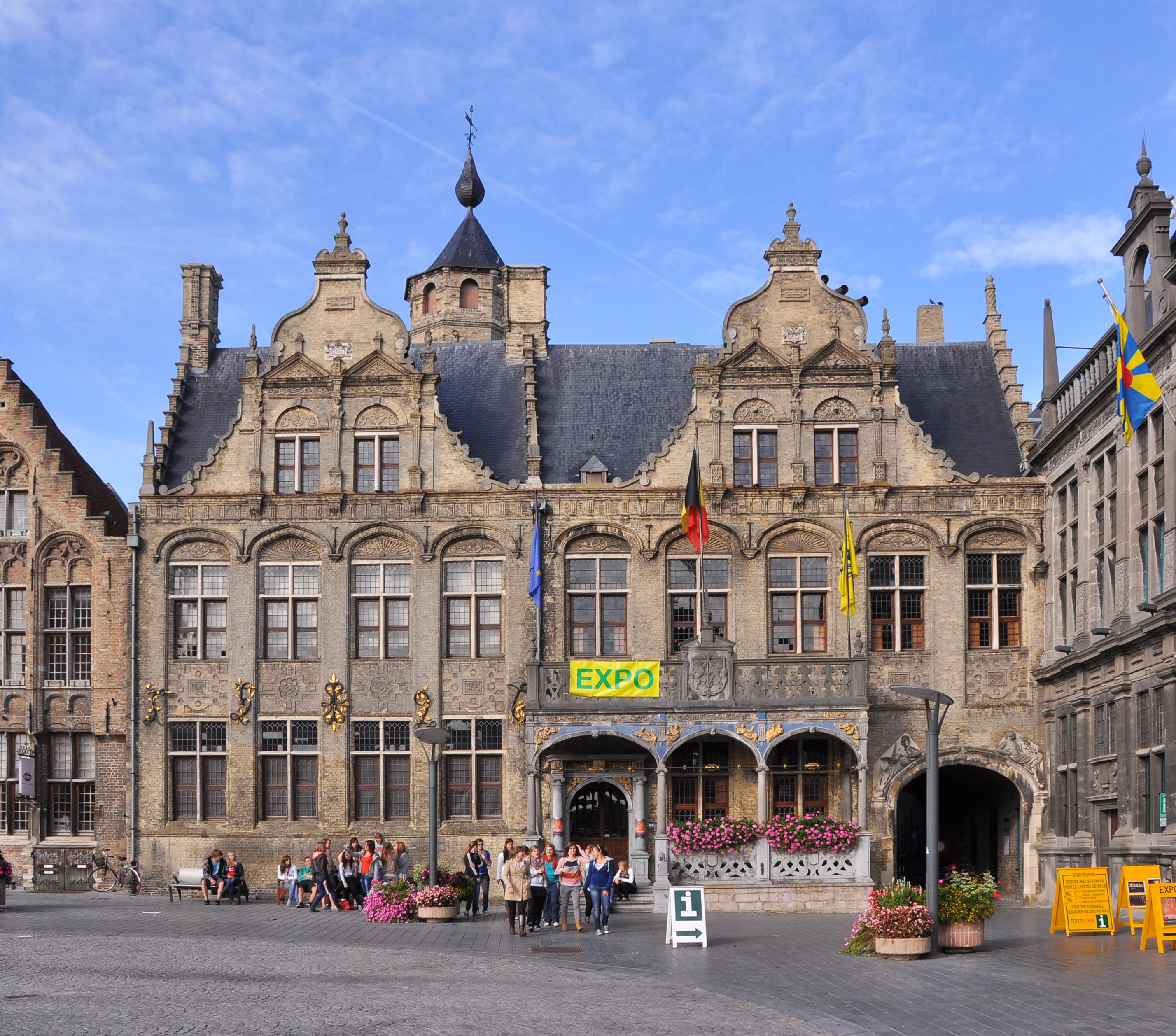
Das Stadhuis (Rathaus) von Furnes

Der Zigarrenfabrikant Joris Terlinck, allgemein respektvoll nur Baas genannt, ist Bürgermeister der belgischen Kleinstadt Furnes. Er regiert die Stadt mit harter Hand und behandelt seine Untergebenen ebenso schroff und abweisend wie seine Rivalen in der Lokalpolitik, ganz besonders den Zirkel um seinen Amtsvorgänger Léonard Van Hamme. Auch im Privatleben ist er ein Tyrann. Mit seiner ungeliebten Frau Theresa siezt er sich, die geisteskranke Tochter Emilia vegetiert, medizinisch und hygienisch vernachlässigt, in einem abgesperrten Zimmer. Ohne es zu verheimlichen, schläft er mit dem Hausmädchen Maria, erkennt deren unehelichen Sohn Albert jedoch nicht an. Den Grundstock seines Vermögens hat er einer kühl kalkulierten Affäre mit der vermögenden Witwe Bertha de Groote zu verdanken.
Als eines Abends Jef Claes, ein Arbeiter aus Terlincks Fabrik, um einen Gehaltsvorschuss bittet, um die Abtreibung seiner ungewollt schwanger gewordenen Freundin zu finanzieren, bleibt Terlinck so unerbittlich wie immer in Geldangelegenheiten und weist dem jungen Mann die Tür. Claes sieht keinen anderen Ausweg, als sich zu erschießen. Dabei gibt er auch einen Schuss auf seine Freundin ab, die sich ausgerechnet als Lina Van Hamme herausstellt, die Tochter von Terlincks Gegenspieler. Es kommt zu einem Skandal, in dessen Folge Van Hamme seine Ämter niederlegen muss und seine Tochter, deren uneheliche Schwangerschaft Schande über die Familie gebracht hat, verstößt.
Joris Terlinck kann triumphieren. In Furnes ist er nun mächtiger denn je. Ihm wird das vakante Amt eines Deichgrafs zuerkannt. Doch in dem sonst so gefühllosen Machtmenschen regt sich Reue wegen des jungen Mädchens, das unter den Folgen seiner Hartherzigkeit leiden muss. Er macht Lina Van Hamme in Ostende ausfindig, wo die Hochschwangere bei der Prostituierten Manola in einem Bordell untergekommen ist. Regelmäßig beginnt er sie von nun an zu besuchen. War sein Motiv zuerst Mitgefühl, übt die träge, süßliche, dem Alltag entrückte Atmosphäre des Bordells bald einen ganz eigenen Reiz auf Terlinck aus. Er beginnt, seine Pflichten zu vernachlässigen, schwänzt die Ratssitzungen in Furnes und überlässt seine sterbenskranke Frau der Pflege seiner Schwägerin Marthe, um so viel Zeit wie möglich in Ostende verbringen zu können.
Schließlich kommt es in einer Ratssitzung zu einer Konfrontation mit dem wiedererstarkten Kontrahenten Van Hamme, dem Terlinck an den Kopf wirft, dass er seine Tochter gekauft habe. Der Bürgermeister, der längst das Vertrauen der Ratsleute verspielt hat, verliert eine kritische Abstimmung, an die er seine Zukunft geknüpft hat, und tritt zurück. Noch in derselben Nacht stirbt Therese an ihrer schweren Krankheit. Emilia wird einige Tage später abgeholt und in eine psychiatrische Klinik eingeliefert. Terlinck bittet seine ungeliebte Schwägerin Marthe, im Haus zu bleiben. Er kehrt nicht mehr nach Ostende zurück, doch ihm ist etwas klar geworden, was er in seiner letzten Rede als Bürgermeister vergeblich zu vermitteln versucht hat: Jeder Mensch ist in seinem Leben an Pflichten gebunden, doch er könnte auch jederzeit ein ganz anderes Leben beginnen.

## Interpretation
Nicole Geeraert analysiert anhand Der Bürgermeister von Furnes eine Grundform von Simenons „harten“ Roman („roman durs“), die keine Kriminalromane im engeren Sinne sind und in denen nicht Kommissar Maigret die Hauptfigur ist. Häufig ist die Ausgangssituation von einem Mangel gekennzeichnet, im Falle des Bürgermeisters einem Mangel an Liebe und Wärme. Der Protagonist versucht dies zu kompensieren, im Falle Joris Terlincks durch übermäßigen Arbeitseifer. Doch ein plötzliches Ereignis oder Unglück lässt den Mangel offen zu Tage treten; er ist für die Hauptfigur nicht länger zu ertragen. Der Anlass dazu im Bürgermeister ist der Selbstmord von Jef Claes. Die Hauptfigur überdenkt ihr Leben, bricht aus ihren bisherigen Bahnen aus und übertritt die Gesetze, die bisher für ihr Leben gegolten haben, mit einem Gefühl der Unbesiegbarkeit oder Fatalität. Ihr Umfeld hingegen stellt sich gegen die Befreiung, es kommt zum Konflikt. Die Selbsterkenntnisse der Hauptfigur münden in einer Art Geständnis, doch statt in einem geglückten Ausbruch in Resignation, einem gebrochenen Herzen oder dem Untergang des Helden. Für Joris Terlinck etwa geht am Ende das Leben in seinen gewohnten Bahnen weiter.
Stanley G. Eskin sieht Der Bürgermeister von Furnes in einer ganzen Reihe von „Flucht“-Romanen, die in diesem Zeitraum von Simenons Karriere entstanden sind, so Der Mörder (1936), Der Mann, der den Zügen nachsah (1938), Zum Weißen Ross (1938) und Doktor Bergelon (1941). Ebenso häufig wie eine tatsächlich durchgeführte Flucht ist bei Simenon jedoch das „Flucht-auf-der-Stelle-Motiv“, wie Eskin es nennt und wie es auch den Bürgermeister kennzeichnet. Terlincks Flucht hat für ihn zwei Aspekte: eine unklare Beziehung zu Lina, die sich von anfänglicher Wiedergutmachung zu einer Art erotischen Betörung wandelt, sowie einer Entfremdung von seiner Heimatstadt. Doch je mehr Terlinck die Sympathien der Bürger von Furnes verliert, von diesen regelrecht geächtet wird, um so mehr gewinnt er durch den Wandel seiner Persönlichkeit die Sympathien der Leser.
Franz Schuh hingegen entdeckt in dem Roman einen „Liebesverrat“, den er ganz ähnlich schon in einem unbenannten Simenon-Roman über einen Chirurgen (vermutlich Hier irrt Maigret) ausgemacht haben will: Den Verrat einer Liebe, um ein Unglück aufrechtzuerhalten: „Vom gewohnten Unglück geht ein Sog aus. Der Süchtige will kein Glück damit tauschen“. Dabei habe Terlinck nicht einmal wirkliche Liebe empfunden oder gar erfahren. Alles bleibe im Vagen, „im Bereich des Möglichen“. Was hingegen für Schuh klar zutage tritt, ist „ein perfektes Grauen vor einer (flämischen) Kleinstadt, vor ihrem Klima, ihren Gebäuden, vor ihren Menschen.“ Dort herrsche Herzlosigkeit, Sozialdarwinismus und Sterben „auf Sparflamme“ und Simenon erweise sich als „Chronist ihrer todgeweihten Begierden“.

## Hintergrund

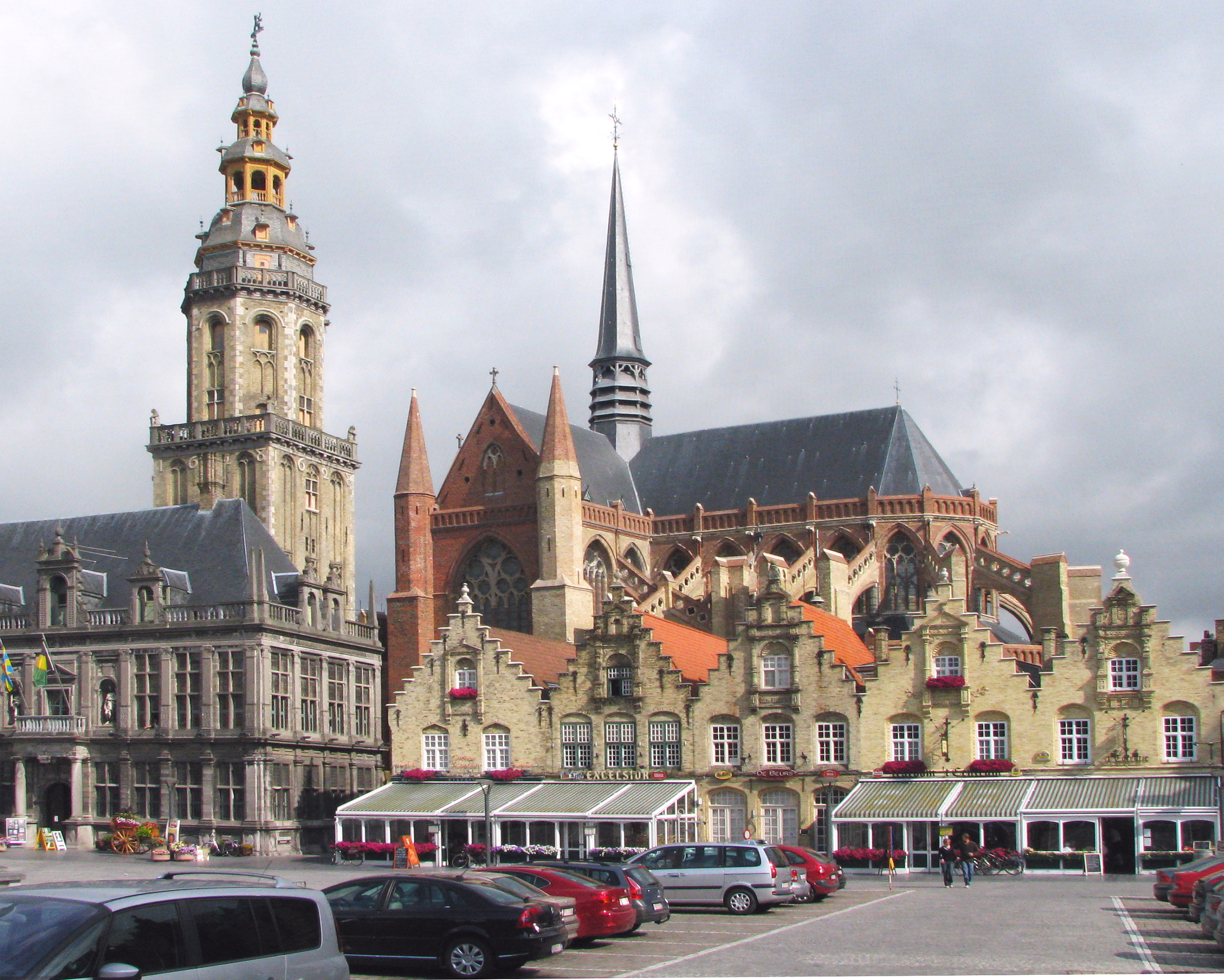
Der Grote Markt in Furnes

Der Bürgermeister von Furnes gehört – neben etwa Das Haus am Kanal (1933) – zu den wenigen Romanen Simenons, die in seiner belgischen Heimat spielen. Andere – wie Maigret bei den Flamen (1932) und Chez Krull (1938) – sind im französisch-belgischen Grenzgebiet angesiedelt. Dennoch stellte Simenon dem Roman eine Vorbemerkung voran: „Ich kenne Furnes nicht. Ich kenne weder seinen Bürgermeister noch seine Einwohner. Furnes ist für mich nur wie ein musikalisches Motiv. Ich hoffe also, dass sich niemand in irgendeiner Figur meiner Geschichte wiedererkennen wird.“ Später gab Simenon allerdings zu, diese Erklärung nur aus rechtlichen Gründen abgegeben zu haben. Im Gegenteil legte er Wert auf die Feststellung, dass er niemals über Orte schreibe, die er nicht kenne. Er kenne Furnes sogar sehr gut und habe es beim Verfassen des Romans lebhaft vor Augen gehabt. Bereits 1933 hatte er in Voilà eine Reportage über Tabakschmuggler geschrieben, deren Routen ihn unter anderem durch Furnes, flämisch Veurne, führten. Ganz besonders hatte ihn der Grote Markt, der große Marktplatz des Ortes beeindruckt, um den die Handlung in Der Bürgermeister von Furnes angelegt ist.
Bei der Niederschrift des Bürgermeisters von Furnes kam Simenon an seine psychischen Belastungsgrenzen. Er arbeitete stets in einer Art Rauschzustand, am Ende des Bürgermeisters im Dezember 1938 hatte er einen „echten halluzinierenden Zustand“ erreicht, und er musste sich anschließend für eine Weile vom Schreiben zurückziehen, da er befürchtete, durch seine Arbeit psychischen Schaden zu nehmen. Neben persönlichen Erlebnissen, die immer in Simenons Romanen eine große Rolle spielen, sieht Pierre Assouline den Bürgermeister von Furnes aber auch durch angelesene Literatur beeinflusst, so insbesondere durch La Séquestrée de Poitiers (Die Eingeschlossene von Poitiers, 1930) von Simenons Freund und Kollegen André Gide. Laut Stanley G. Eskin wurde der Roman jedenfalls „ein Erfolg bei den Kritikern“.

## Ausgaben
- Georges Simenon: Le Bourgmestre de Furnes. Gallimard, Paris 1939 (Erstausgabe).
- Georges Simenon: Der Bürgermeister von Furnes. Übersetzung: Hanns Grössel. Diogenes, Zürich 1984, ISBN 3-257-21209-7.
- Georges Simenon: Der Bürgermeister von Furnes. Ausgewählte Romane in 50 Bänden, Band 17. Übersetzung: Hanns Grössel. Diogenes, Zürich 2011, ISBN 978-3-257-24117-4.
- Georges Simenon: Der Bürgermeister von Furnes. Übersetzung: Hanns Grössel. Kampa, Zürich 2019, ISBN 978-3-311-13336-0.
- Georges Simenon: Der Bürgermeister von Furnes. Übersetzung: Hanns Grössel. Lesung von Gerd Wameling. Der Audio Verlag, Berlin 2019, ISBN 978-3-7424-1036-8.